# Chrysso nordica
Chrysso nordica är en spindelart som först beskrevs av Chamberlin och Ivie 1947.  Chrysso nordica ingår i släktet Chrysso och familjen klotspindlar. Inga underarter finns listade i Catalogue of Life.